# Ma'anit
Ma'anit (hebrejsky מַעֲנִית, v oficiálním přepisu do angličtiny Ma'anit) je vesnice typu kibuc v Izraeli, v Haifském distriktu, v Oblastní radě Menaše.

## Geografie
Leží v nadmořské výšce 56 metrů, v mírně zvlněné krajině poblíž vyústění údolí Vádí Ara do hustě osídlené a zemědělsky intenzivně využívané pobřežní nížiny. Na jihovýchodním okraji vesnice stojí převážně zalesněný pahorek Tel Narbeta, jižně od něj terén spadá do údolí vádí Nachal Narbeta. Na západ do vesnice protéká vádí Nachal Iron.
Obec se nachází 14 kilometrů od břehu Středozemního moře, cca 48 kilometrů severovýchodně od centra Tel Avivu, cca 40 kilometrů jižně od centra Haify a 10 kilometrů východně od města Chadera. Ma'anit obývají Židé, přičemž osídlení v tomto regionu je etnicky smíšené. Pobřežní nížina je zcela židovská, ovšem 2 kilometry východně a severovýchodně od kibucu začíná pás měst ve Vádí Ara obydlených izraelskými Araby. Další arabská sídla leží jižním směrem odtud, v pohraničním pásu mezi vlastním Izraelem a Západním břehem Jordánu - takzvaný Trojúhelník. Východně od kibucu se ale v tomto převážně arabském sídelním pásu plánuje výstavba velkého židovského města, respektive rozšíření stávajícího menšího města Kacir-Chariš.
Ma'anit je na dopravní síť napojen pomocí dálnice číslo 6 (Transizraelská dálnice), jež míjí vesnici na východě, ale není zde dálniční exit. Faktické dopravní spojení je tak vyvedeno k západu, na lokální silnici číslo 574.

## Dějiny
Kibuc Ma'anit byl založen v roce 1942. Zakladatelská osadnická skupina se zformovala už v roce 1935 a provizorně pobývala v osadě Karkur (dnes Pardes Chana-Karkur). Šlo o židovské přistěhovalce napojené na mládežnickou sionistickou organizaci ha-Šomer ha-Ca'ir, kteří do tehdejší mandátní Palestiny přišli z Polska, Litvy a Československa. 6. září 1942 osídlili nynější lokalitu, přičemž se spojili s další skupinou.
Během války za nezávislost v roce 1948 byl kibuc vystaven arabským útokům. Ženy a děti byly evakuovány do Pardes Chana, kde pobývaly přes rok, dokud nebyla po válce vesnice opravena.
Koncem 40. let měl kibuc (tehdy též nazývaný Narbata nebo Narbeta podle nedalekého vádí Nachal Narbeta) rozlohu katastrálního území 1800 dunamů (1,8 kilometru čtverečního).

## Demografie
Podle údajů z roku 2014 tvořili naprostou většinu obyvatel v Ma'anit Židé - cca 600 osob (včetně statistické kategorie "ostatní", která zahrnuje nearabské obyvatele židovského původu ale bez formální příslušnosti k židovskému náboženství, cca 700 osob).
Jde o menší sídlo vesnického typu s dlouhodobě mírně rostoucí populací. K 31. prosinci 2014 zde žilo 664 lidí. Během roku 2014 populace klesla o 1,0 %.
| Rok            | 1948 | 1961 | 1972 | 1983 | 1995 | 2001 | 2003 | 2004 | 2005 | 2006 | 2007 | 2008 | 2009 | 2010 | 2011 | 2012 | 2013 | 2014 |
| -------------- | ---- | ---- | ---- | ---- | ---- | ---- | ---- | ---- | ---- | ---- | ---- | ---- | ---- | ---- | ---- | ---- | ---- | ---- |
| Počet obyvatel | 398  | 429  | 379  | 512  | 460  | 457  | 448  | 467  | 475  | 475  | 479  | 500  | 616  | 642  | 650  | 650  | 671  | 664  |